# Vincent Brunot
Pour les articles homonymes, voir Brunot.
Vincent Brunot, né le 23 octobre 1964, est un illustrateur et cartographe français.

## Biographie
Vincent Brunot est entré en 1990 aux Éditions Gallimard comme illustrateur-cartographe et y a dessiné pendant huit ans des villes et des régions « à vol d'oiseau ». Indépendant depuis 1998, il a travaillé pour de nombreux journaux comme GEO, Côté Ouest, Le Particulier, Pyrénées Magazine. Il est essentiellement actif en France et en Italie.
L'œuvre de Vincent Brunot est orienté sur les thèmes des villes et des régions. Il est connu,,,,,,,,, pour les visions poétiques des villes qu'il retranscrit sur le papier avec la profondeur des espaces,.

## Ouvrage illustré
- Collectif, La Monarchie triomphante, Gallimard, 1992.
- Collectif, Renaissance et Humanisme, Gallimard, 1992.
- L'Île de Ré, Gallimard, 1996[7].
- La Lagune de Venise, Gallimard, 1998.
- (it) Laguna : fragili testimonianze d'autentica vita veneziana, avec Isabella, Venise, Mare di carta, 1998.
- (it) Trieste dai palazzi : vedute dai palazzi delle Assicurazioni Generali, avec Isabella Bembo, Edition Generali, 2000.
- Enfants de Polynésie, de l'île de Pâques aux îles du Vent Raphaëlle Bergeret et l'équipage de Fleur de Lampaul, Illustrations de Vincent Brunot et Maurice Pommier, Gallimard, 2000.
- Les Palais de Venise et Trieste vus des toits, Editoriale Generali, 2001.
- Trilogie : Le Livre des étoiles, Erik L'Homme et carte dessinées par Vincent Brunot, Gallimard, 2001-2009.
- Le Tramway d’Opicina, Linea 2 il Tram di Opicina : km 5.175 - 0.0, avec Isabella Bembo, Edition Generali, 2002.
- Collectif, Au fil du Canal de Bourgogne, Hachette, 2002.
- Marseille, Gallimard, 2003.
- Chercheurs de son, Instruments inventés, machines musicales, sculptures et installations, avec Gérard Nicollet, Éditions Alternatives, 2004.
- (it) Teatro Verdi : un teatro, una storia : stagione lirica 2004-2005 (Le Théâtre lyrique de Trieste), avec Isabella Bembo, Fondazione Teatro Lirico Giuseppe Verdi, 2005[13].
- Le Potager du Roi, Gallimard, 2005.
- Elizabeth Laird, Safari nature, traduit de l'anglais par Pascale Houssin et Vanessa Rubio, Gallimard, 2005.
- Un été pas comme les autres, avec Yves Cohat et Laurence Ottenheimer, Gallimard, 2007.
- Jean-Louis Étienne, l'aventurier des pôles, avec Christine Coste, Gallimard, 2007.
- Côte d'Emeraude : Saint-Malo, Dinan, Dinard, Cap Fréhel, le Mont-Saint-Michel, avec Louis Chauris, Gallimard, 2007.
- Niccolò sur la route des Indes, avec Françoise de Valence, Gallimard, 2010.
- Lyon vues dessinées, avec Laurent Bonzon, Fage édition, 2012.
- Parc naturel régional du Lubéron, avec Éric Gillion, Gallimard, 2013.
- Paris vues dessinées, Fage édition, 2014.
- Venise vues dessinées, Fage édition, 2021.